# Straška Gorca
Straška Gorca je naselje v Občini Šentjur.